# 八の太郎大蛇伝説
八の太郎大蛇伝説（はちのたろうだいじゃでんせつ）とは、北東北に伝わる大蛇の伝説。

## 概要
八の太郎大蛇伝説とは、青森県十和田湖に住んでいた大蛇が、その後秋田県の田沢湖ないし八郎潟の主になったという伝説である。地域によって伝説の内容に違いはあるが、ここではその一つを紹介する。
現在の八戸市十日市に住んでいたお藤という娘と、同市の八太郎沼に住んでいた大蛇の間に子供が産まれ、八の太郎と名づけられた。やがて、青年になった八の太郎は、シナの木の皮を剥ぎに仲間と行ったが、途中で谷川で捕まえたイワナを三匹食べてなぜか異常に喉が渇いて堰きとめた川の水を飲み続けた。すると大蛇になってしまい、その後谷間に水を溜めて十和田湖を創りその主となった、という伝説。
その他にも、八の太郎は現在の八戸市島守地区から出たという伝説もある。
また、十和田湖の主となる前に、現在の八戸市是川を流れる新田川を堰き止めようとして、あと一回だけ籠で土を運べば堰が完成するはずだったのに、虚空蔵様が鳥になって夜明けを告げてしまった。そのせいで、八戸市十日市に逃げたとき犬に吠えられたため鳥屋部岳に逃げて、そこの岩をちぎって犬に投げた。その石が十日市にあるという伝説も残されている。
別名十和田湖伝説、または南祖坊とも言われている。
八戸市ではこのほか、八戸太郎伝説、義経伝説、藤五郎狐伝説、千代狐伝説、狐の嫁入り伝説、大木憑霊伝説、メドツ（カッパ）伝説が知られる。